# 保护基
保护基（protecting group，或protective group）是有机合成的一种策略，在多步骤有机合成中起重要作用。保护基将部分其它官能团可逆地转化为惰性基团，以抑制副反应发生，且不大干扰目标官能团发生特定反应。常需要保护的官能团包括羟基、氨基、羰基等。
一方面，保护基提高了有机合成的可操作性和准确性，人们得以合成更加复杂的分子；另一方面，在上保护基、去保护基的同时，合成路线增长，总产率下降。在可预见的未来，保护基仍将于有机化学中扮演重要角色。

## 常见的保护基
| 被保护官能团 | 中文名称           | 常见缩写   |
| ------------ | ------------------ | ---------- |
| 羰基         | 缩酮（缩醛）       | 无         |
| 羰基         | 偕二酸酯           | 无         |
| 羰基         | 二噻烷             | 无         |
| 羧基         | 甲基酯             | 无         |
| 羧基         | 苄基酯             | PhCH₂-OOC- |
| 羧基         | 叔丁基酯           | t-Bu-OOC-  |
| 羧基         | 硅基酯             | 无         |
| 氨基         | 苄氧羰基           | Cbz-       |
| 氨基         | 叔丁氧羰基         | BOC-       |
| 氨基         | 9-芴甲氧羰基       | Fmoc-      |
| 氨基         | 苄基               | Bn-        |
| 氨基         | 对甲氧苯基         | PMP-       |
| 醇羟基       | 乙酰基             | Ac-        |
| 醇羟基       | 2-甲氧基乙基甲基醚 | MEM-       |
| 醇羟基       | 甲氧甲基醚         | MOM-       |
| 醇羟基       | 甲基醚             | Me-O-      |
| 醇羟基       | 对甲氧基苄基       | PMB-       |
| 醇羟基       | 甲硫甲基醚         | MTM-       |
| 醇羟基       | 特戊酰基           | Piv-       |

保护醇羟基的还有硅醚保护基，如三甲基硅基（TMS）、叔丁基二甲基硅基（TBDMS）、三异丙基硅基（TIPS）等。

## 保护基的脱除条件

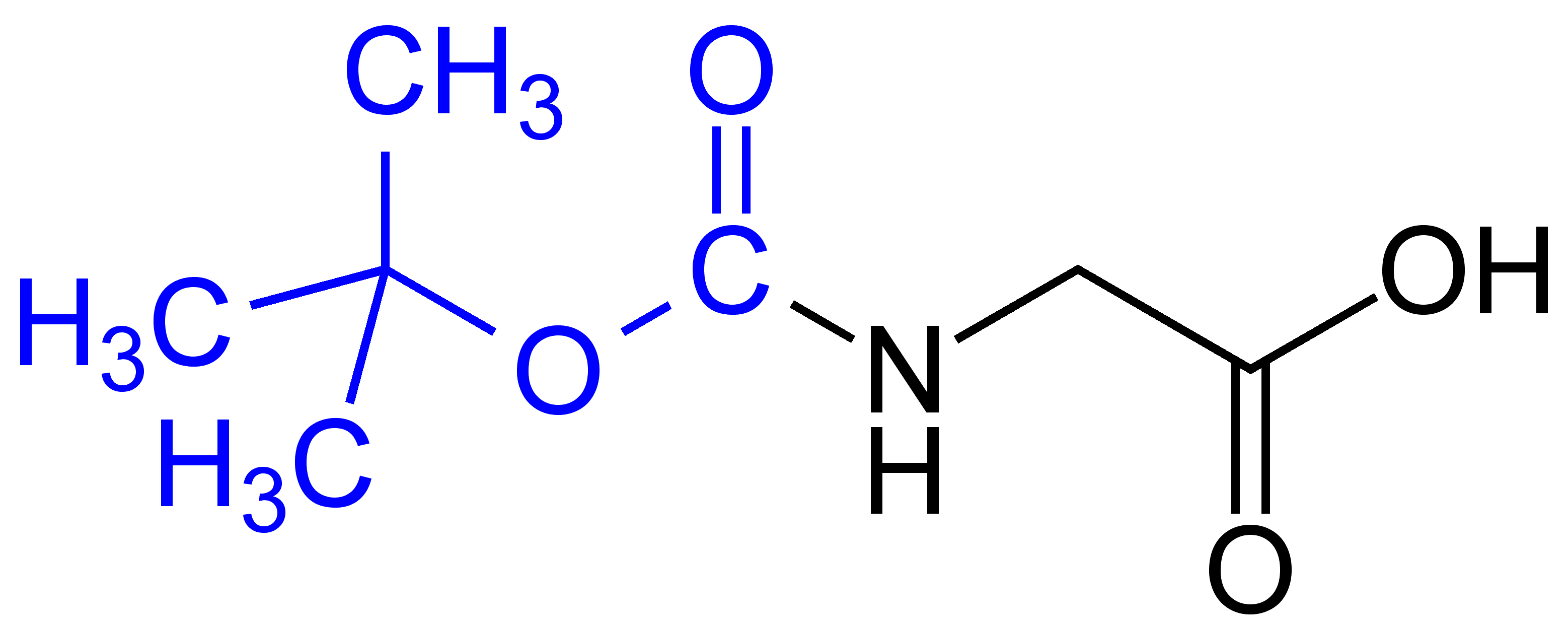
叔丁氧羰基 (BOC).

1. 叔丁氧羰基(tert-butoxycarbonyl) 缩写t-Boc 在以下条件稳定：H2/Pd或碱 除去条件： HBr+CH3COOH或CF3COOH
2. 苄氧羰基(carbobenzoxy) 缩写CBz 在以下条件稳定：CF3COOH或碱 除去条件：HBr+CH3COOH或H2/Pd
3. 2-联苯基-2-丙氧羰基(2-biphenyl-2-propoxycarbonyl) 缩写BPoc   在以下条件稳定：碱 除去条件：CF3COOH或HCOOH，CF3COOH或HBr
4. 邻苯二甲酰亚胺基(phthaloyl) 在以下条件稳定：Na-NH3,H2/Ph,HCl或HBr+CH3COOH 除去条件：NH2NH2-H2O
5. 对甲苯磺酰基(p-toluenesulfonyl) 缩写Tosyl 在以下条件稳定：HBr+CH3COOH或碱 除去条件：Na-NH3
6. 三苯甲基(triphenylmethyl) 缩写Trityl 在以下条件稳定：碱 除去条件：H2/Pd或CF3COOH（80%）
7. 甲酰基(formyl) 在以下条件稳定：H2/Pd或Na-NH3 除去条件：NH2NH2+醇+碱
8. 三氟乙酰基(trifluoroacetyl) 在以下条件稳定：CF3COOEt 除去条件：温和碱性条件

## 外部連結
- protecting group
- Senior undergraduate study notes on this subject, from Prof. Rizzo.  （页面存档备份，存于）
- A further set of study notes in tutorial form, with guidance and comments, from Profs. Grossman and Cammers.
- A review by Prof. Kocienski.  （页面存档备份，存于）
- A user site excerpting the classic Greene and Wuts text regarding stability of a few key groups, from this reference's extensive tables.  （页面存档备份，存于）